# جبل سبير
جبل سبير (بالإنجليزية: Speer (mountain))‏ هو أحد جبال سلسلة جبال الألب أبينزيل ويقع في كانتون سانت غالن في سويسرا. يحتل المرتبة رقم 387 في قائمة جبال سويسرا من حيث الارتفاع، إذ يبلغ ارتفاعه حوالي 1951 متر، بينما يبلغ ارتفاع نتوء الجبل 535 متر.